# Nanotyrannus
Nanotyrannus ("Dvärgtyrann") är ett omdiskuterat släkte dinosaurier inom underordningen theropoda, påträffat i Nordamerika. Nanotyrannus tillhörde familj tyrannosauridae, och var nära släkt med Tyrannosaurus och Albertosaurus. Släktet är bland annat känt genom det välbavarade fossilet "Jane" (BMRP 2002.4.1), som hittades i Montana, 2001. Nanotyrannus var också det första dinosauriesläktet vars fossil blivit undersökt med röntgenfotografering. Släktet Nanotyrannus är omdiskuterat; många forskare har ansett att det inte är ett giltigt släkte, utan att fossilen som tillförts det egentligen är juvenila (ej fullvuxna) exemplar av släktet Tyrannosaurus.

## Upptäckt och namn
1942 hittade man i Hell Creek Formation en skalle (CMNH 7541), som verkade komma från en liten Tyrannosaurid. Skallen beskrevs 1946 av Charles W. Gilmore, som menade att det var en ny art inom släktet Gorgosaurus, och namngav skallen Gorgosaurus lancensis. När Dale A. Russell 1970 framförde sin åsikt att Gorgosaurus måste vara en synonym till Albertosaurus, blev skalle CMNH 7541 istället kallad Albertosaurus lancensis. 1988 gjorde Williams, Currie och Bakker en ny analys av skalle CMNH 7541, och jämförde den med flera skallar från Albertosauriner. De kom till slutsatsen att CMNH 7541 kom från ett tidigare okänt släkte, och skallen fick namnet Nanotyrannus lancensis, vilket betyder "Dvärg tyrann". Williams ville med släktesnamnet antyda att man nu hade att göra med en mindre släkting till den ökända Tyrannosaurus rex.

## Beskrivning

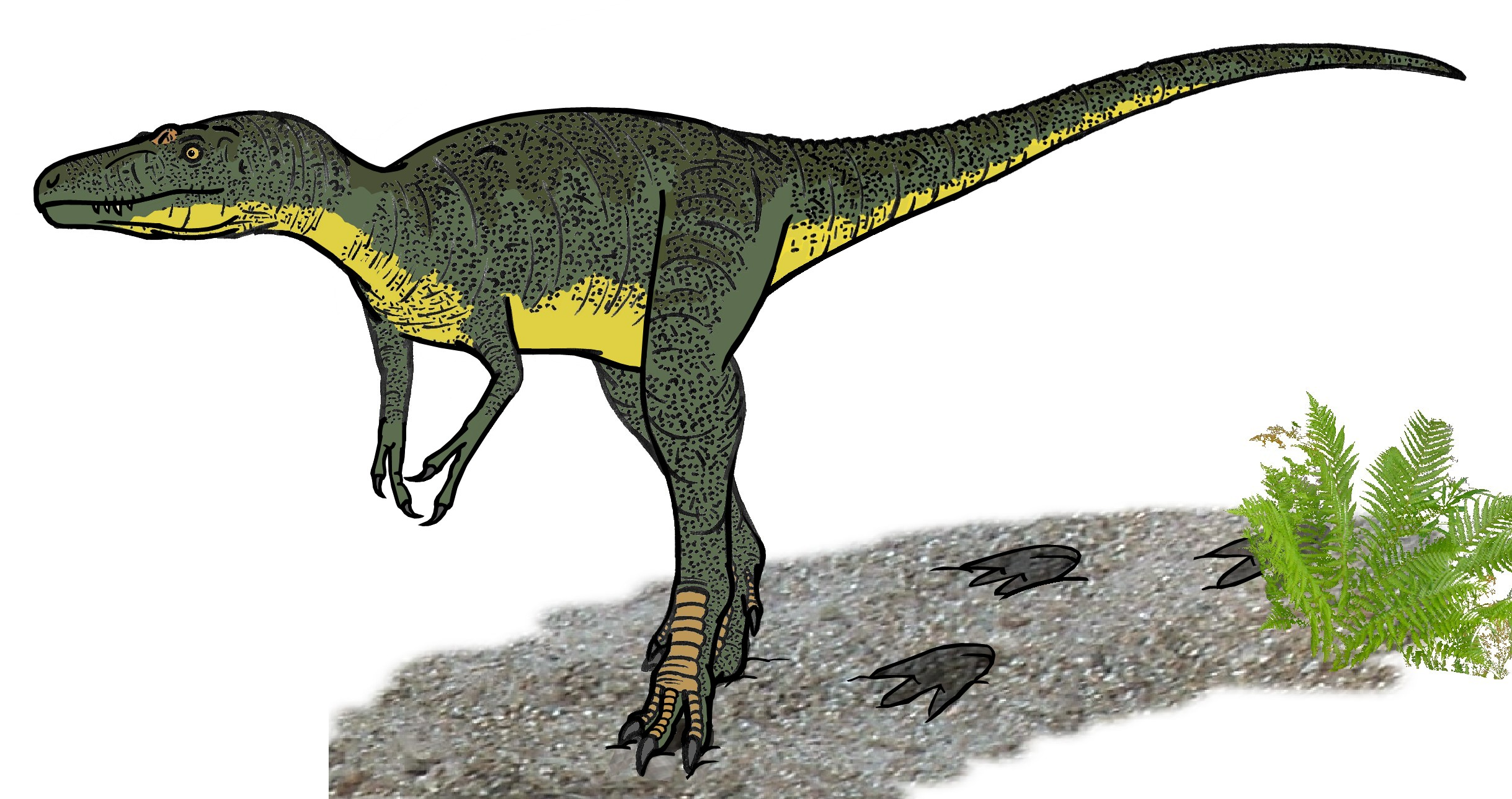
Illustration av Nanotyrannus.

Även om Nanotyrannus var liten till växten jämfört med andra tyrannosaurider, var den mycket större än en människa. Längden från nos till svans tros ha uppgått till cirka 5 - 6 meter, och vikten tros ha legat runt några hundratal kilon. Bakbenen var mycket långa och utrustade med lång metatarsus, vilket tyder på att Nanotyrannus var ett snabbt djur. Den långa svansen fungerade troligtvis som ett balansorgan när den sprang. Liksom andra tyrannosaurider hade Nanotyrannus korta framben. Händerna hade troligtvis endast två fingrar var. Skallar tillskrivna Nanotyrannus har stora ögonhålor som vinklar framåt en aning, vilket antyder att ögonens synfält kan ha överlappat varandra. Att Nanotyrannus hade binokulärt seende kan dock inte med säkerhet fastställas. Nanotyrannus hade dessutom smalare nosparti än andra tyrannosaurider, och även fler tänder, som var sågtandade och vassa.

## Taxonomi
Nanotyrannus var en ödlehöftad dinosaurie, och skiljde sig från de fågelhöftade dinosaurierna genom sitt framåtvinklade blygdben. Den tillhörde theropoderna, den grupp som innefattar de dinosaurier som man tror huvudsakligen var köttätare. Den tillhörde coelurosaurierna, och överfamilj tyrannosauroidea. Tyrannosauroidea har i det föregångna betraktats som carnosaurier, men senare forskning har visat att de troligen tillhörde coelurosaurierna. Detta betyder att Nanotyrannus kan ha varit nära släkt med fåglar, som av många forskare betraktas som ättlingar till coelurosaurier. Nanotyrannus tillhörde familj tyrannosauridae.
Några forskare genom åren har menat att fossilen beskrivna som Nanotyrannus inte är ett eget släkte. De anser att det handlar om juvenila exemplar av ett tidigare känt släkte tyrannosaurider, förmodligen Tyrannosaurus (Carpenter 1992, Carr, 1999, Henderson 2005, Currie 2005 och Horner 2009). Andra har förespråkat att Nanotyrannus skall särskiljas från Tyrannosaurus rex (Currie 2003, och Witmer 2004).

## Morfologiskasärdrag

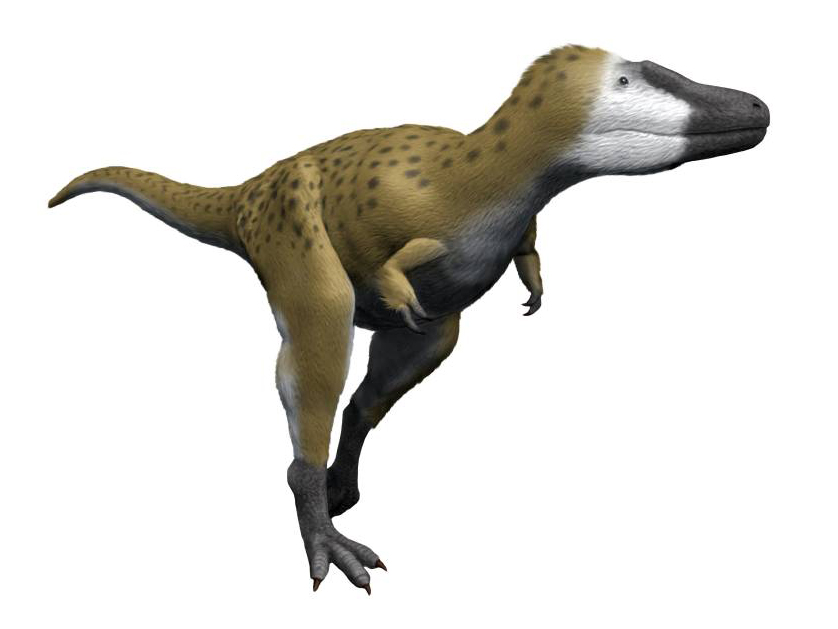
Skiss av Nanotyrannus.

Vad som bland annat talar för att Nanotyrannus kan vara ett eget släkte, skilt från Tyrannosaurus, är att exemplaren som tillförts Nanotyrannus har vissa anatomiska drag som fossila exemplar efter Tyrannosarus inte har. Man har gjort 2 röntgenanalyser av Nanotyrannus skalle, och kommit till slutsatsen att det är ett eget släkte (Currie et.al 1988, Witmer 2004) Dessa rapporter ifrågasätts dock av andra forskare.
1999 gjorde Thomas Carr en undersökning av de fossil som beskrivits som släktena Nanotyrannus och Maleevosaurus, som han jämförde med 17 olika skallar från Albertosauriner av olika åldersgrupp. Genom att studera fossilen i ljuset av de ontogeniska förändringar som skedde hos Albertosauriner, kom Carr till slutsatsen att Nanotyrannus och Maleevosaurus inte var egna släkten; han fann det troligare att fossilen var från icke fullvuxna exemplar av redan kända släkten. Carr och Williamson hade liknande åsikter i en rapport 2004, där de ansåg att CMNH 7541 representerade en juvenil Tyrannosaurus. Currie påpekar dock att "de flesta karaktärsdrag som används för att visa att Nanotyrannus och Tyrannosaurus är synonymer är också karaktärsdrag hos Tarbosaurus och Daspletosaurus" (Currie 2003, sid. 223). 2004 ledde Witmer en röntgenfotografering av kraniet CMNH 7541. Deras slutsats blev att Nanotyrannus skalle hade en morfologi som var olik den hos Tyrannosaurus, vilket antydde att det inte rörde sig om en ung Tyrannosaurus. Nanotyrannus har också ett hålrum kallat pneumatic foramina i underkäken, som Tyrannosaurus saknar. 

### Tänder
Ett annat argument som använts för att understryka att Nanotyrannus är ett eget släkte är dess tänder. De skallar som tillförts Nanotyrannus har ett högre antal tänder än någon känt exemplar av Tyrannosaurus. Tyrannosaurus hade ungefär 60 tänder, Nanotyrannus hade 72. Tändernas form är också olika. Tyrannosaurus och andra stora tyrannosaurider hade tjocka, D-formade tänder som kunde bita igenom stora ben, medan skallarna tillskrivna Nanotyrannus har tunnare, mer knivliknande tänder.
Vid upptäckten av Triceratops-fossilet "Kesley" 1997, hittades ett flertal tänder som beskrevs som att de tillhört Nanotyrannus, kringströdda med noshornsdinosaurien. Man hittade även en ensam tand som tillskrivits som en juvenil Tyrannosaurus rex. Forskare hoppas att denna upptäckt skall kunna avgöra om Nanotyrannus är ett eget släkte. Detta kan ytterligare diskuteras i ljuset av att fossil beskrivna som juvenila Tyrannosaurus har tanduppsättningar och tänder som liknar vuxna djurs.

## "Jane"
Under en expedition ledd av Burpee Museum of Natural History år 2001, hittades ett nytt fossil av en tyrannosaurid i Hell Creek Formation, Montana. Fossilet var komplett till ungefär 51 %, och erhöll bland annat en ganska komplett svans, bäcken, bakben, skalle, överarmsben, och revben. "Jane" tros ha varit cirka 6,4 meter lång. I och med debatten om Nanotyrannus är ett giltigt släkte har det rått delade meningar om "Jane" är en Tyrannosaurus eller inte. Det har även varit forskare som menat att Nanotyrannus är ett giltigt släkte, men att "Jane" är en ung Tyrannosaurus rex. Studium av skenbenen har visat att "Jane" var 11, kanske 12 år gammal vid sin död, och inte var fullvuxen (Erickson). Man har även identifierat läkta bitmärken i skallen på "Jane", vilket vittnar om en hädangången strid, kanske med en artfrände.